# Co-ed Fever
Co-Ed Fever è una serie televisiva statunitense trasmessa dalla CBS nel 1979. La rete ha cancellato la serie dopo un solo episodio a causa degli ascolti disastrosi. Dei 6 episodi prodotti, soltanto uno in formato anteprima è stato mandato in onda.
Nel 2002, Co-Ed Fever è stata valutata da TV Guide la n°32 dei 50 peggiori show di tutti i tempi.

## Trama
La serie è ambientata alla Brewster House, un dormitorio del Baxter College, un ex istituto per sole donne ora aperto anche agli studenti di sesso maschile. I protagonisti sono: Sandi, Maria, Elizabeth, Hope, Melba, Tucker Davis, Doug e Gobo.

## Trasmissione
L'episodio Pepperoni Passion è stato originariamente trasmesso in formato "anteprima speciale" alle 22:30 del 4 febbraio 1979, immediatamente dopo la messa in onda del film Rocky. Tuttavia, una prima tv vera e propria non è mai avvenuta, poiché la serie è stata cancellata prima del debutto. La ragione risiede negli ascolti estremamente bassi e per una protesta contro i contenuti presentati. Il set della Brewster House è stato successivamente riutilizzato per il dormitorio delle ragazze durante la prima stagione de L'albero delle mele nell'estate del 1979.

## Episodi
| n° | Titolo              | Prima TV        |
| -- | ------------------- | --------------- |
| 1  | Pepperoni Passion   | 4 febbraio 1979 |
| 2  | Pilot               | Inedito         |
| 3  | Disco Tuck          | Inedito         |
| 4  | Double Exposure     | Inedito         |
| 5  | Mid-Term Panic      | Inedito         |
| 6  | Goodbye, Mrs. Selby | Inedito         |